# Micronimba
Micronimba is een geslacht van hooiwagens uit de familie Pyramidopidae.
De wetenschappelijke naam Micronimba is voor het eerst geldig gepubliceerd door Roewer in 1953. 

## Soorten
Micronimba omvat de volgende 4 soorten:
- Micronimba bicurvata
- Micronimba concolor
- Micronimba femoralis
- Micronimba pulchella